# جين ويل (ديك ماى)
جين ويل (بالفرنسية: Jeanne Weill)، المعروفة بالاسم المستعار ديك ماى (بالفرنسية: Dick May)، هي روائية ومفكرة فرنسية.

## السيرة

### الأصول
ولدت جين ويل في 1859 بالجزائر. كان والدها الحاخام الأكبر للمجلس الكنيسي الجزائري منذ 1846. أما والدتها فهي ابنة عم كارل ماركس. في 1863، استقرت العائلة في سيليستات، بمنطقة الراين الأسفل. بعد الحرب الفرنسية البروسية، استقرت العائلة بباريس في 1885.
أما شقيقها الأصغر فهو جورج ويل مؤرخ الاشتراكية والسيمونية.

### العمل مع كونت دي تشامبرون
ابتداءً من 1889، عملت كسكرتيرة للكونت جوزيف دومينيك ألديبرت دي تشامبرون (1821-1899)، النائب السابق لإقليم لوزار. كان الكونت كاثوليكي أرستقراطي، وكان مهتمًا بالأدب والسياسة والفنون الجميلة. منح الكونت جوائزاً لمكافأة مبادرات تحسين أحوال العمال، وموّل في 1894 إنشاء المتحف الاجتماعي. صارت جين ويل ممثلاً للكونت في المجالات الرائدة في العالم الأكاديمي.

### القصص والروايات
- نشرت جين ويل قصصًا قصيرة ومسلسلات في مجلة الإليوستراسيون وغيرها.
- في 1898، نشرت رواية "القنبرة L'Alouette".[7]

### إسهامات
في 1899، وضعت جين ويل الأساس لما سيصبح فيما بعد المدرسة العليا للصحافة في باريس.
خلال الحرب العالمية الأولى، كانت جين ويل وراء تأسيس دار أيتام تابعة للجيش، لكن موريس باريس اتهم جين برغبتها في وضع يديها على أيتام العائلات الكاثوليكية باسم الجمهورية العلمانية.

## روابط خارجية
- جين ويل (ديك ماى) على موقع المحدد المعياري الدولي للأسماء